# Polymerurus paraelongatus
Polymerurus paraelongatus is een buikharige uit de familie Chaetonotidae. Het dier komt uit het geslacht Polymerurus. Polymerurus paraelongatus werd in 1986 voor het eerst wetenschappelijk beschreven door Grosso & Drahg. 